# Constance (Portugal)
Constance is een plaats (freguesia) in de Portugese gemeente Marco de Canaveses en telt 1626 inwoners (2011).